# La usurpadora (telenovela venezolana)
La usurpadora es una telenovela venezolana de 1971, la cual fue realizada por la televisora Radio Caracas Televisión y protagonizada por Marina Baura (en el papel de las gemelas Alicia Estévez y Rosalba Bracho) y Raúl Amundaray como Daniel Bracho. Original de Inés Rodena. Inspirada muy libremente en la novela El príncipe y el mendigo de Mark Twain.

## Sinopsis
Esta historia comienza en el tocador de una discoteca famosa de Caracas. Alicia Estévez es una muchacha de origen humilde que se gana la vida atendiendo a señoras millonarias en el tocador de esta famosa discoteca en Caracas y su vida transcurre sin sobresaltos hasta que una noche llega a la discoteca la frívola y malvada Rosalba Bracho, quien va a divertirse en compañía de su primo y cómplice Luciano. Rosalba se encuentra de mal humor ya que en tan solo una semana deberá regresar junto a su marido, Daniel Bracho y la familia de este al aburrido pueblo de Santa Rosa. Rosalba odia a los Bracho y solamente sigue casada con Daniel por el dinero y su buena posición económica.  
A Rosalba se le pasan las copas y sintiéndose mal, se va al tocador de damas en busca de unas aspirinas. Allí se encuentra frente a frente con Alicia y el impacto de la perversa Rosalba es mayúsculo al comprobar que aquella humilde mujer es idéntica a ella. Rosalba le hace el comentario a Alicia de cuánto se parecen y la propia Alicia también se sorprende al darse cuenta de esto. Una vez en su habitación del hotel, Rosalba empieza a maquinar un plan para que Alicia se vaya durante un año a la casa de los Bracho a usurpar su lugar mientras que ella se va a recorrer el mundo en compañía de su nuevo amante, el multimillonario Alexis Montalvo.  
Rosalba le propone a Alicia hacerse pasar por ella a cambio del pago de un millón de bolívares, pero Alicia se niega. Entonces es cuando Rosalba esconde en el bolso de Alicia su costoso brazalete de brillantes. Rosalba finge que se le perdió su brazalete y se arma todo un revuelo en la discoteca. Al llegar al lugar la policía el bolso de Alicia es registrado y tras ser encontrado el brazalete Alicia es detenida. Rosalba le asegura que solamente ella la puede salvar de ir a prisión si acepta suplantarla ante su esposo y la familia Bracho por lo que aterrada Alicia cede al chantaje. En tan solo una semana, Rosalba le enseña a Alicia cómo comportarse para que no descubran que es otra mujer, le explica quién es quién en la casa de los Bracho y le hace entrega de algo muy valioso y que le será de gran ayuda: Su diario personal donde están escritos sus más íntimos secretos.  
Finalmente llega el día en que Alicia llega a casa de los Bracho, convertida en "la Usurpadora" y haciéndole creer a todos que ella es Rosalba Bracho. Ya instalada en aquella casa y rodeada de todos aquellos desconocidos, Alicia tendrá que enfrentarse al odio de sus cuñados Felipe y Ana Rosa, el acoso sexual del esposo de Ana Rosa, el malvado Ernesto, las continuas borracheras de Mamá Gina, al desprecio del ama de llaves que no es otra que la fiel Fidelia, a los temores nocturnos de Danielito, el hijo mayor de Daniel y los ímpetus amorosos del propio Daniel, quien le reclama el no querer tener intimidad con él. Como si esto fuera poco Alicia se encuentra con una familia al borde de la ruina, pues la fábrica de Porcelanas Bracho está a punto de ser cerrada por bajas ventas. También Alicia se tiene que enfrentar al acoso del pintor Luigi Donatello, quien es un antiguo amante de Rosalba y que también la ha pintado desnuda recientemente.  
Alicia empieza a enamorarse de Daniel Bracho pero lucha por contener ese amor, pues sabe que en tan solo un año ella deberá irse de esa casa para que él vuelva a los brazos de su esposa, la verdadera Rosalba Bracho. Mientras tanto Alicia termina por salvar de la ruina la fábrica de los Bracho, rescata del alcoholismo a Mamá Gina, logra que Ana Rosa deje de ser una mujer fea y gris y que se ponga bonita para que trate de recuperar el amor de Ernesto y con amor también hace que el pequeño Danielito supere sus temores nocturnos.
Todos están maravillados y felices con el cambio de actitud de la nueva Rosalba al haber dejado de ser una mujer frívola y desobligada pero el único que añora a la antigua Rosalba es su esposo Daniel, ya que la anterior Rosalba era una apasionada amante mientras que esta, ahora le rehúye y se niega a dormir con él y cumplirle como esposa. Por otra parte la verdadera Rosalba sufre un accidente y queda inválida, por lo que Alicia ya no podrá irse de la mansión Bracho en el término de un año, tal como se había acordado previamente.  
Un día Danielito se pierde y sufre un accidente perdiendo la memoria mientras que a la vez se descubre que Alicia estaba usurpando la identidad de Rosalba y todos piensan que ella fue quien secuestró al niño, pero en realidad Danielito terminó siendo recogido y cuidado por Crisanto y Natalia, una pareja de mendigos. Alicia logra tras una larga búsqueda encontrar al niño y devolvérselo a los Bracho, pero al ser acusada de secuestro y usurpación de personalidad es encarcelada y además, Rosalba (quien ahora debe utilizar una silla de ruedas) vuelve a la mansión Bracho desatando el odio de todos, incluso de su propio esposo Daniel.
Alicia sufre un gran calvario en la cárcel y se celebra un gran juicio en donde Rosalba es la principal acusadora en contra de Alicia. Manuel, un apuesto abogado, se empeña en demostrar que Alicia Estévez es inocente del delito de usurpación ya que quiere demostrar que ella fue obligada a convertirse en la usurpadora. El abogado consigue la libertad para Alicia y como se ha enamorado de ella, le pide matrimonio. Alicia sin amarlo acepta casarse con él.
El diario de Rosalba cae en las manos de Daniel y cuando él lo lee, se entera de sus sucios secretos y de sus traiciones con otros hombres. Rosalba sufre un nuevo accidente que la coloca entre la vida y la muerte.
Finalmente se descubre que Rosalba y Alicia son hermanas gemelas que fueron separadas al nacer. Rosalba ya moribunda le pide perdón a Alicia por todo el daño que le hizo y finalmente muere. Alicia y Manuel rompen su compromiso y ella y Daniel quedan juntos y amándose por siempre.

## Elenco
- Marina Baura - Alicia Estévez y Rosalba Bracho
- Raúl Amundaray - Daniel Bracho
- Maria Teresa Acosta  - Mamá Gina de Bracho
- Bárbara Teyde  - Ana Rosa Bracho
- Guillermo González - Ernesto
- América Barrios  - Fidelia
- Chelo Rodríguez - Verónica
- Carlos Márquez  - Felipe Bracho
- Agustina Martín  - Patricia de Bracho
- Helianta Cruz - Elisa / Doble de Marina Baura (sin acreditar)
- Haydée Balza - Estefanía
- Tony Rodríguez - Danielito Bracho
- Liliana Lamata - Lisette Bracho
- Martha Olivo  - Mamie
- Jorge Palacios - Luciano
- Dante Carle  - Alexis Montalvo
- Paula D'Arco  - Lalita
- Mauricio González - Lisandro
- Humberto Tancredi
- Yolanda Méndez  - Irene
- Julio Capote - Luigi Donatello
- Carmen Victoria Pérez - Sofía
- Marisela Berti - Marisela
- Yolanda Muñoz - Norma
- Liliana Durán  - Isolda
- Tomás Henríquez  - Crisanto
- Martha Carbillo - Natalia
- Aurora Mendoza  - Lola
- Manuel Poblete  - Ignacio
- Elio Rubens  - Manuel
- Juan Manuel Montesinos  - Marcelo
- Jorge Almada - Dr. Orozco
- Américo Montero  - Dr. Agüero
- Edmundo Valdemar  - Pedro Pablo
- Chichí Caldera - Inés
- Elisa Parejo - Mujer del velo
- María Luisa Angulo  - Juana
- Angélica Arenas - Sara
- Dolores Beltrán  - Andrea
- Cristina Fontana - Leonor
- Enrique Benshimol  - Jefe
- Flor Ascanio - Artista
- Jacinto Cabrera - Fiscal López
- Luis Calderón  - Dr. Medina
- José Luis de Celis - José
- Carlos Fernández - Juan, el marinero
- Eduardo Gadea Pérez - Dr. Toledo
- María Gámez  - Abuela
- Graciela López  - Sra. Ramírez
- Darío Nessi - Paulo
- Aura Ochoa - Elena
- Santiago Ríos - Mr. Edward
- Mario Santa Cruz - Juez
- René Vanegas - Pedro
- Alejandra Pinedo

## Versiones posteriores
- El hogar que yo robé, telenovela realizada en México por Televisa en 1981; producida por Valentín Pimstein y protagonizada por Angélica María y Juan Ferrara.

- La intrusa, telenovela realizada en Venezuela por RCTV en 1986 y protagonizada por Mariela Alcalá y Víctor Cámara.

- La usurpadora, segunda versión realizada por Televisa en 1998; Producida por Salvador Mejía y protagonizada por Gabriela Spanic y Fernando Colunga.

- ¿Quién eres tú?,  telenovela colombiana producida por RTI Televisión, Televisa y Univision en 2012 y que tiene como protagonistas a Laura Carmine y Julián Gil.

- La usurpadora, tercera versión realizada por Televisa en 2019; Producida por Carmen Armendáriz y protagonizada por Sandra Echeverría y Andrés Palacios.